# Й. Бернлеф
Й. Бернлеф, собственно Хендрик Ян Марсман (нидерл. J. Bernlef; 14 января 1937, Синт-Панкрас — 29 октября 2012, Амстердам) — нидерландский поэт, прозаик, переводчик.

## Биография и творчество
Дебютировал в 1956. Переводчик американской (Марианна Мур, Элизабет Бишоп), испаноязычной (Октавио Пас) и шведской (Томас Транстрёмер, П. У. Энквист) литературы. Автор эссе о джазовой музыке.
Псевдоним «Бернлеф» — дань малоизвестному фризскому барду восьмого века — взял, чтобы отличаться от поэта-однофамильца Хендрика Марсмана. Среди других псевдонимов — Ronnie Appelman, J. Grauw, Cas den Haan, S. den Haan, Cas de Vries.

## Произведения
- 1960 — Kokkels (стихотворения)
- 1963 — Onder de bomen (новеллы)
- 1965 — Stukjes en beetjes (роман)
- 1966 — De schoenen van de dirigent (стихотворения)
- 1966 — Paspoort in duplo (роман)
- 1967 — De schaduw van een vlek (новеллы)
- 1968 — Bermtoerisme (стихотворения)
- 1968 — De dood van een regisseur (роман)
- 1969 — De verdwijning van Kim Miller (новеллы)
- 1970 — Wie a zegt (эссе)
- 1970 — Hoe wit kijkt een eskimo (стихотворения)
- 1971 — Het verlof (роман)
- 1972 — De maker (роман)
- 1972 — Grensgeval (стихотворения)
- 1973 — Sneeuw (роман)
- 1974 — Brits (стихотворения)
- 1975 — Meeuwen (роман)
- 1976 — De man in het midden (роман)
- 1976 — Zwijgende man (стихотворения)
- 1978 — Anekdotes uit een zijstraat (новеллы)
- 1979 — Stilleven (стихотворения)
- 1980 — De ruïnebouwer (пьеса)
- 1980 — De kunst van het verliezen (стихотворения)
- 1981 — Onder ijsbergen (роман)
- 1982 — Alles teruggevonden/niets bewaard (стихотворения)
- 1984 — Обезумевший/ Hersenschimmen (роман, экранизирован в 1987 Хедди Хонигман)
- 1985 — Verschrijvingen (стихотворения в прозе)
- 1986 — Wolftoon (стихотворения)
- 1987 — Publiek geheim (роман)
- 1988 — Geestgronden (стихотворения)
- 1989 — Vallende ster (повести)
- 1990 — De noodzakelijke engel (стихотворения)
- 1990 — Doorgaande reizigers (новеллы)
- 1991 — Ontroeringen (эссе)
- 1992 — De witte stad (роман)
- 1993 — Niemand wint (стихотворения)
- 1993 — Затмение/ Eclips (роман)
- 1993 — Schiet niet op de pianist. Over jazz (эссе)
- 1994 — Vreemde wil (стихотворения)
- 1995 — Alfabet op de rug gezien (стихотворения)
- 1995 — Cellojaren (новеллы)
- 1997 — Блудный сын/ Verloren zoon (роман)
- 1998 — De losse pols (эссе)
- 1998 — Aambeeld (стихотворения)
- 1999 — Haalt de jazz de eenentwintigste eeuw? (эссе)
- 1999 — Tindeman’s Dilemma (новеллы)
- 2000 — Boy (роман)
- 2000 — Bernlefs beste volgens Bernlef (новеллы)
- 2001 — Bagatellen voor een landschap (стихотворения)
- 2002 — Verbroken zwijgen (новеллы)
- 2004 — Kiezel en traan (стихотворения)
- 2005 — De onzichtbare jongen (роман)
- 2005 — Een jongensoorlog (роман)
- 2007 — Op slot (роман)
- 2008 — Het begin van tranen (новеллы)
- 2008 — De pianoman (роман)
- 2009 — De rode droom (роман)
- 2009 — Ophelia (либретто)
- 2010 — De tweede ruimte (эссе)
- 2010 — Geleende levens (новеллы)
- 2011 — De een zijn dood (роман)

## Признание
Поэтическая премия Амстердама (1962, 1964), премия К.Хёйгенса (1984), премия П. К. Хофта (1994) и др. награды.